# Sesenta y nueve
El sesenta y nueve (69) es el número natural que sigue al sesenta y ocho y precede al setenta.

## Propiedades matemáticas
- Es un número compuesto, que tiene los siguientes factores propios: 1, 3 y 23. Como la suma de sus factores es 27 < 69, se trata de un número defectivo.
- Es un número semiprimo
- Número de la suerte
- Es el único número que los dígitos de su cuadrado y los dígitos de su cubo repiten todos los números del 1 al 9 exactamente una vez: 69²=4761 69³=328509

## Características
- 69 es el número atómico del tulio, un lantánido.

- Datos: Q713048
- Multimedia: 69 (number) / Q713048